# Lill-Mjötjärnen
Lill-Mjötjärnen är en sjö i Skellefteå kommun i Västerbotten och ingår i Rickleåns huvudavrinningsområde.